# 南臺灣黃芩
南臺灣黃芩（学名：Scutellaria austrotaiwanensis）为唇形科黃芩屬下的一个种。

## 扩展阅读
- 維基物種上的相關：南臺灣黃芩